# Kostel svatého Jana Křtitele (Košetice)
Kostel svatého Jana Křtitele, též kostel Narození svatého Jana Křtitele, v Košeticích na Pelhřimovsku je farní kostel římskokatolické farnosti Košetice a kulturní památka České republiky. Součástí této památky jsou i před kostelem stojící barokní sochy z červeného pískovce znázorňující svatého Josefa a svatého Antonína Paduánského, které pocházejí z poloviny 18. století.
Původně středověký gotický kostel byl koncem 16. století opraven a v roce 1758 prošel barokní úpravou.
Kostelní loď je původní, gotická; strop lodě je plochý. Na pravé straně kostelní lodi je nástěnná malba z 2. poloviny 14. století, znázorňující Umučení svatého Vavřince. Klenutý presbytář je pravoúhlý; ve venkovních rozích presbytáře jsou opěráky.
Hlavní oltář je pseudobarokní z roku 1899. Na levém bočním oltáři Panny Marie Pomocné je původní obraz Panny Marie Pasovské, který pochází z přelomu 17. a 18. století. V kostelní lodi je rokokový obraz znázorňující smrt svatého Františka Xaverského. Další rokokový obraz znázorňuje svatou Teklu. Zděná kazatelna pochází z přelomu 16. a 17. století. V kostele jsou čtyři kamenné náhrobníky z 16. a 17. století.